# 더 라이언: 사막의 생존자들
《더 라이언: 사막의 생존자들》(영어: Prey)은 2024년 공개된 미국의 액션 스릴러전쟁 영화이다.

## 출연진

### 주연
- 라이언 필립 : 앤드류 역
- 에밀 허쉬 : 그룬 역

### 조연
- 미나 수바리 : 수 역
- 제러미 타디 : 타보 역
- 딜런 플래쉬너 : 타일러 역